# Nslookup
Der Befehl nslookup kann unter macOS, Windows und Unix verwendet werden, um IP-Adressen oder Domains eines bestimmten Computers mittels DNS herauszufinden. Der Name des Befehls bedeutet „Name Server look up“, was so viel heißt wie „beim Namens-Server nachschauen“. Als modernere Alternative zu nslookup hat sich zunehmend der Befehl dig etabliert, der unter Windows als Cygwin-Portierung verfügbar ist.

## Optionen
Mit dem Tool nslookup lässt sich der Domainname einer IP-Adresse bzw. die IP-Adresse eines Domainnamens ermitteln. Standardmäßig, im nicht interaktiven Modus, wird dazu der eingestellte DNS-Server zur Auflösung des Namens oder der IP-Adresse verwendet. Wenn ein anderer DNS-Server zur Auflösung verwendet werden soll, z. B. um diesen zu prüfen oder weil der eigene bestimmte Anfragen nicht unterstützt, muss dieser zusätzlich angegeben werden.
nslookup steht auf der Kommandozeile/Konsole als Befehl zur Verfügung.
Gegenüber den Parametern in vielen anderen DOS- und Windows-Programmen ist die Option "-q=" case sensitive. Ein großes „Q“ führt zur Ausgabe von: "*** Ungültige Option:"

## Beispiel
```
$ nslookup www.wikipedia.org
Server:  ns0.southern.edu
Adresse:  216.229.224.4

Nicht autorisierte Antwort:
Name:    www.wikipedia.org
Adressen:  207.142.131.248, 207.142.131.235, 207.142.131.236, 207.142.131.245, 207.142.131.247
```

```
$ nslookup -q=any wikipedia.org
Server:  dnsp03.hansenet.de
Address:  213.191.74.19

Nicht autorisierende Antwort:
wikipedia.org   internet address = 208.80.152.2
wikipedia.org   nameserver = ns2.wikimedia.org
wikipedia.org   nameserver = ns1.wikimedia.org
wikipedia.org   nameserver = ns0.wikimedia.org
wikipedia.org   MX preference = 50, mail exchanger = lists.wikimedia.org
wikipedia.org   MX preference = 10, mail exchanger = mchenry.wikimedia.org

ns1.wikimedia.org       internet address = 208.80.152.142
ns0.wikimedia.org       internet address = 208.80.152.130
ns2.wikimedia.org       internet address = 91.198.174.4
lists.wikimedia.org     internet address = 91.198.174.5
lists.wikimedia.org     AAAA IPv6 address = 2620:0:862:1::25:1
```

oder mit Verwendung eines anderen DNS-Servers:
```
$ nslookup -q=mx wikipedia.org 8.8.8.8
Server:  google-public-dns-a.google.com
Address:  8.8.8.8

Nicht autorisierende Antwort:
wikipedia.org   MX preference = 10, mail exchanger = mchenry.wikimedia.org
wikipedia.org   MX preference = 50, mail exchanger = lists.wikimedia.org
```

Es geht auch mit der IP-Adresse, dieses Verfahren nennt man reverse lookup:
```
$ nslookup 91.198.174.2
Server:   <Hostname>
Address:  <Host-IP>
Name:     rr.esams.wikimedia.org
Address:  91.198.174.2
```

Man kann nslookup auch ohne Parameter aufrufen und diese dann innerhalb des Programms eingeben:
```
$ nslookup
> server 8.8.4.4
Default server: 8.8.4.4
Address: 8.8.4.4#53
> set q=any
> heise.de
Server:		8.8.4.4
Address:	8.8.4.4#53

Non-authoritative answer:
heise.de
	origin = ns.heise.de
	mail addr = postmaster.ns.heise.de
	serial = 2013050201
	refresh = 10800
	retry = 3600
	expire = 604800
	minimum = 3600
heise.de	nameserver = ns.s.plusline.de.
heise.de	nameserver = ns.heise.de.
heise.de	nameserver = ns.pop-hannover.de.
heise.de	nameserver = ns2.pop-hannover.net.
heise.de	nameserver = ns.plusline.de.
Name:	heise.de
Address: 193.99.144.80
heise.de	has AAAA address 2a02:2e0:3fe:100::8
heise.de	mail exchanger = 10 relay.heise.de.
heise.de	text = "v=spf1 ip4:193.99.144.0/24 ip4:193.99.145.0/24 ?all" 

Authoritative answers can be found from:
```

Hier wurde zunächst der DNS-Server auf 8.8.4.4 gestellt, dann die Abfrage auf alle Einträge erweitert (set q=any) und schließlich die Zone heise.de abgefragt.